# Kanat de Kazi Kumukh
El kanat de Kazi Kumukh (o Gazikumukh) fou un estat lak establert en territori del modern Daguestan després de la desintegració del Xamkhalat de Kazi Kumukh el 1642. Molts dels seus pobles van incloure diverses tribus de lesguians i àvars.

## Estructura estatal

### Consell suprem
El kanat va ser governat pel consell suprem conegut com a "Kat" en llengua lak o com a "Divan" on els visirs, els principals qadis, senyors de la guerra i el governant participaven en les reunions. Els governs locals van consistir en jama'a (assemblees), consells de caps, jutge i executor. Les funcions policials van ser cosa dels ajudants del kan.

### Territori
L'estat dels laks consistia d'un Lakia que estava dividit en territoris com "Kullal", "Uri-Mukarki", "Machaymi", "Vitskhi", "Gumuchi" i "Bartki".

## Khalklavchi Alibek II

### Elecció
Després de la transferència de la capital de xamkhalat a Tarki, al Kazi Kumukh va governar un consell suprem. El 1642 Alibek II, fill de Tuchilav, fill d'Alibek I, fill de Xopan-xamkhal, fill de Budai-xamkhal, va ser elegit el governant de Kazi Kumukh, amb el títol "khalklavchi".

## Surkhay-khan I

### Elecció
El 1700 els laks van donar al seu governant un títol popular: kan. El consell de caps va elegir com a governant a Surkhay-bek (1680–1748), fill de Garey-bek, fill de khalklavchi Alibek II de la familia shamkhal que va romandre a Gazikumukh. Surkhay-khan I va establir un estat lak amb un poder central fort.

### Moviment anti-persa
La insatisfacció pública al Xirvan amb els perses va portar a una revolta. El 1707 la població de Djaria i Tsakhur dirigida pels seus ancians van atacar Shamakha, la residència del governant de Xirvan. El 1708 tropes perses sota les ordres d'Imam Kuli Khan van avançar des de Kakhètia i van aixafar la revolta. El 1709 a l'Azerbaidjan Haji Dawud també es va rebel·lar contra els perses. L'Utsmi de Kaytak, Ahmed-khan, va cridar al poble per lluitar contra els perses xiites.

### Aliançes
El 1710 un acord va ser signat entre el kan de Gazikumukh i el kan Àvar que va proclamar una aliança política i militar. Surkhay khan I va formar un exèrcit Gazikumukh i com el shamkhal de Tarki va esdevenir un aliat del xah de Pèrsia.
El 1720 el xah de Pèrsia, Sultan Husayn, va cridar als seus aliats per ajudar-lo a suprimir la revolta a Xirvan. Surkhay Khan va reunir l'exèrcit Gazi-Kumukh i va avançar cap a Xirvan, per ajudar al xah. No lluny de Kabala, Surkhay Khan vaig ser aturat per una delegació sunnita de Xirvan dirigida per Haji Dawud que va instar a Surkhay Khan a donar suport als sunnites en lloc dels xiïtes. L'utsmi Ahmed-khan estava també dins de l'aliança amb Haji Dawud contra els "rafides". Surkhay Khan va decidir donar suport als sunnites de Xirvan.

### Invasió de Shirwan
El 21 de juliol de 1721 Surkhay Khan I i Haji Dawud van envair la ciutat safàvida de Shemakha, el centre de comerç més important de Xirvan, i la van capturar. L'escriptor anglès Jonas Hanway va escriure que "la ciutat va haver de pagar rescat". L'utsmy Ahmed Khan potser no va participar en aquesta campanya a causa d'una amenaça del shamkhal de Tarki.

### Intrusió de Pere I de Rússia
El 1722 un exèrcit de cent deu mil homes de Pere I de Rússia va envair territori persa entrant al Daguestan en el marc de la Guerra russopersa (1722-1723). Surkhay Khan va parlar contra la política colonial de Rússia, però va evitar un enfrontament armat amb Pere I. El coronel Alexander Komarov va escriure que "el 12 de setembre de 1723, xah Tahmasp va haver de cedir a Rússia tota la regió de la mar Càspia des de Astarabad a Sulak, si bé Gazi-Kumukh no va ser inclosa a la cessió. El prestigi de Gazi-Kumukh va assolir un punt màxim al Daguestan".
El 1724 Surkhay Khan va rebutjar reconèixer els termes del tractat signat per Ferhat Paixà segons el qual Xirvan passava de Pèrsia a Turquia. Surkhay Khan va demanar a la Turquia Otomana de tenir Xirvan sota el seu govern. Turquia va rebutjar. Surkhay Khan I, Ahmed Khan i Nutsal Khan d'Avària van assolar Xirvan un any sencer.

### Governant Shirwan
El 1725 (en una altra font el 1728) Turquia va emetre un firman que va proclamar Surkhay Khan I com a governant de Xirvan. Segons Butkov, Surkhay Khan no va estar subordinar a l'autoritat otomana", ja que l'imperi havia entès la seva força". Surkhay Khan I va rebre el títol de kan de Xirvan i Gazi-Kumukh, i va fer de Shemakha la seva residència, va construir escoles, fortaleses i carreteres.
El historiador Gusaynov va escriure que "vers el juliol de 1730 el xah de Pèrsia va oferir a Surkhay Khan I la posició de virrei persa a Shemakha però Surkhay la va rebutjar". El 1733 Nadir Afxar (després Nadir Xah), comandant en cap de l'exèrcit persa, va derrotar l'exèrcit turc prop de Bagdad. Consegüentment Turquia va haver de transferir a Pèrsia diverses províncies incloent-hi Xirvan. El general Nadir va enviar el seu missatger a Surkhay Khan I de Shirvan i li va reclamar que l'abandonès. Surkhay Khan va escriure a Nadir una carta que deia que "Xirvan va ser conquerit per les espases dels lesguians i Turquia no li havia donat a ell com a regal, i que ni el sultà de Turquia ni Ahmed de Bagdad tenien el dret de demanar-li entregar aquest territori". Surkhay Khan reflectia el desig dels dagestanis i xirvanis que era rotundament contra la presa de poder persa a Xirvan.

### Primera invasió
El 17 d'agost de 1734 el general Nadir es va moure en direccions diferents i va capturar Shemakha, Qabala, Khachmaz, Derbent i Kura. Surkhay Khan I va enfrontar a Nadir a Deve-Batan, no lluny de Qabala, on els muntanyesos i els turcs van ser derrotats per una artilleria poderosa de l'enemic. Avançant més enllà amb l'artilleria de Nadir castigant les posicions de Surkhay Khan I al riu Koysu durant tres dies i arribat a Gazi-Kumukh. El General-en-cap V. Y. Levashov va escriure: "Surkhay no va ser capaç de resistir el foc d'artilleria". Surkhay Khan va retrocedir a Andalal, segons la "Crònica de guerres de Djaria". Nadir llavors va marxar contra Abdullah Paixà, qui estava amb les forces turques prop d'Erevan.
El kan de Crimea Kaplan Giray, per ordre del sultà turc, va destituir a 
Khazbulat-shamkhal i va nomenar a Eldar-bek de Kazanish, un aliat de Surkhay Khan I, com a nou shamkhal. Aquests esdeveniments van provocar la segona invasió persa del Daguestan.

### Segona invasió
El novembre de 1735 Nadir Xah va vèncer la resistència i va capturar Gandja, Djaria, Sheki, Xirvan, Shemakha, i Derbent. El desembre Nadir Xah va avançar a Madjalis on "el poble d' Akusha tossudament es va defensar però va ser derrotat", va anotar Bakikhanov. Els perses van assetjar la fortalesa del utsmi que va ser forçada a rendir-se.
Nadir Xah llavors es va dirigir a Gazi-Kumukh. Surkhay Khan estava no lluny de Gazi-Kumukh on l'exèrcit de trenta mil soldats de Nadir van xocar contra un exèrcit de deu mil homes de Surkhay Khan I. "La terra era vermella amb sang com Jaihun" va escriure l'historiador iranià Muhammed Gazim. Surkhay Khan va retrocedir a Andalal un altre cop. El historiador Jones va escriure que "el mar feroç de l'exèrcit conqueridor va girar les seves ones sobre les cases i camps de Kumukh, i possessions de totes les persones d'aquest lloc van ser destruïdes".
L'administració militar russa en el Nord del Caucas va informar que l'utsmi Ahmed Khan amb Surkhay Khan van construir deu fortificacions equipades amb canons. L'oficial rus Kalushkin a la cort persa va informar al Senat de Moscou que "Surkhay Khan va obtenir rescat de la fortalesa de Derbent i va derrotar l'exèrcit de Mehdi Khan". El 1738 Ibrahim Khan va marxar contra els daguestanis, però el conflicte es va saldar en una severa derrota per l'exèrcit del xah manat per Ibrahim-khan.

### Tercera invasió
El 2 de juliol de 1741, Nadir Xah va envair Daguestan al front d'un exèrcit de cent mil soldats. Abans de la invasió Nadir Xah va declarar que "he agafat sota el meu poder Hindustan, les terres de Turan i Iran. Ara, pretenc amb exèrcit enorme i incomptable conquerir el regne de Kumukh". El historiador Mirza-Mehdi Astarabadi va escriure: "Les banderes que van conquerir el món estan sortint de l'Iran i es dirigeixen al Daguestan".
Els perses van fer front a l'enemic a Bashli, Dubek, Tabasaran, Kaitag i Djengutai. Muhammed Gazim, historiador de Nadir Xah, va escriure que "les tropes de Surkhay van continuar disparant per dues hores i els vint mil tiradors de Khorasan i Turkestan va deixar aquest món". No obstant això, els perses van vèncer les defenses dels muntanyesos. L'agost de 1741 Surkhay Khan va retrocedir a la seva fortalesa a Gazi-Kumukh però es va rendir en una setmana. Muhammad Bek i Murtazali Bek amb cinc mil homes van retrocedir a Andalal. Ahmed Khan va retrocedir també a Andalal on els muntanyesos començaven a reunir-se.

## Murtazali-khan

### Elecció
Murtazali Bek, el fill de Surkhay Khan I, va esdevenir el kan dels laks. Murtazali Khan va ser casat amb la filla de Muhammad, qadi de Sogratl.

### Batalla d'Andalal
A finals d'agost de 1741, Nadir Xah es va apropar al territori d'Andalal. Sogratl esdevenia el centre militar dels daguestanis. Murtazali Khan al front de l'exèrcit daguestani estava a Andalal. Quatre dies i quatre nits van passar en dures batalles. Els perses foren derrotats a Sogratl, Megeb, Chokh i Oboch.

### Batalla de Turchidag
Una batalla històrica decisiva va començar el 12 de setembre de 1741 a l'altiplà de Turchidag. Al congost d'Aymaki l'exèrcit persa va ser atacat i derrotat igualment. El diplomàtic francès a Sant Petersburg, Marquès de La Chétardie va escriure: "La derrota fou molt més significativa quan el propi Nadir Xah va ser atret a una trampa i va entrar en un congost on a ambdós costat hi havia amagats forces enemigues que van fer una massacre terrible de la majoria del seu exèrcit". La nit del 28 de setembre Nadir Xah va retirar-se d'Andalal perdent 40 mil soldats del seu exèrcit, segons I. Kalushkin.
Murtazali Khan va perseguir als perses en retirada fins a Derbent. Kalushkin va informar que "el xah fou tan cruelment derrotat que va ser forçat a retirar-se tres vegades per defensar-se". Tal com va ser escrit: "Salutacions van ser cridades a Istanbul. A Sant Petersburg les persones no podien amagar la seva alegria".

## Muhammad Khan

### Elecció
El 1743 Muhammad Bek, fill de Surkhay Khan I, va pujar al tron del Kanat de Gazikumukh. Sefi-Mirza II conegut com a Sam-Mirza un príncep safàvida salvat "miraculosament" va arribar des de Turquia a la cort del nou kan Muhammad Khan. Alguns nobles perses van jurar fidelitat a Sam-Mirza. Muhammad Khan va decidir conquerir Xirvan i ajudar a Sam-Mirza a assolir el tron persa. El govern turc va prometre donar suport dient: "Quan el príncep esmentat estarà fermament establert en el tron dels seus avantpassats, llavors tornara a l'Imperi Otomà els estats anteriorment sota el nostre govern: Xirvan, Gandja, Tiflis i Yerevan".

### Captura de Xirwan
Al final de 1743 Muhammad Khan va envair Kura, Derbent i Shabran que estaven sota govern persa. Abdal Gani-khan Afgani, el general de Nadir-Xah que va defensar Shabran, va morir en la lluita. Muhammad Khan va anar més enllà i va capturar Agsu, la nova capital de Shirvan.
Durant 1743-1745 Muhammad Khan va residir a Shirvan. El 1745 Nasrulla-Mirza, fill de Nadir-Xah, va dirigir l'exèrcit persa contra Muhammad Khan a Agsu. Nadir-Xah va enviar Ashur Khan Afshar, Karim Khan, Fatali Khan Afshar i al príncep Nasrullah-Mirza per lluitar contra Muhammad Khan i els seus seguidors. Després de la batalla Muhammad Khan va retrocedir cap a Gazi-Kumukh. L'exèrcit persa un cop més va ocupar Derbent i Kura.
A la primavera de 1747 Muhammad Khan amb els seus aliats van envair Kura, Derbent i Quba. V. Gadjiev escriu que "el 1747 el xah va decidir castigar a Muhammad Khan a tot preu. Tanmateix, Nadir-Xah va ser mort en un cop de palau". Mentre l'historiador georgià Vakhushti va esciuret: "Nader-Xah no va ser capaç de derrotar els lesguians com desitjava".
El 1748 Surkhay Khan I va morir a Gazi-Kumukh. La mare de Surkhay Khan anomenada Umamat, era una germana d'Umar Khan d'Avària. La filla de Surkhay Khan estava casada amb un fill del kan Àvar. Muhammad Khan va tenir tres mullers. La primera muller era la filla de Khasbulat, shamkhal de Tarki, de la que va tenir quatre fills. La segona muller era la filla de Tishsiz-Bammat de Kazanish, kan de Mekhtuli, i va tenir un fill amb ella. La tercera muller era Istadjalu, la filla d'Abdal Gani Khan Afghani.

### Batalla de Gevdusha
Aviat Fatali Khan va capturar Kura, Derbent, Quba i Shemakha. Eldar Bek i Shahmardan Bek de Gazi-Kumukh després d'una disputa amb Muhammad Khan van fugir fugit al camp de Fatali Khan. Muhammad Khan va designar hereu a Surkhay Bek, nascut de la filla d'Abdal Gani Khan. En anys subsegüents Fatali Khan va estar en conflicte amb l'utsmi de Kaitak, amb el nutsal d'Avària i amb el kan de Gazi-Kumukh.
Es va formar una coalició que va incloure molts governants de Daguestan que van emprendre una invasió del Kanat de Quba. Una batalla va tenir lloc a la vall de Gevdusha on Fatali Khan va patir una derrota i es va retirar a Salyan.

### Intrusió russa
Rússia després de rebre una petició d'ajut de Fatali Khan va començar accions militars al Caucas. El 4 de març de 1775 el general Frederick Medem va travessar el riu Terek i va envair Derbent, Kura i Quba. L'utsmi Amir Hamza va retrocedir i es va retirar de Derbent cap a Kaitak i Muhammad Khan es va retirar de Quba cap a Gazi-Kumukh.
El 1776 l'exèrcit rus va ser cridat del Dagestan després que Fatali Khan es va reconciliar amb el utsmi de Kaitak, el kan de Gazi-Kumukh i el governant de Tabasaran. El 1789 després de la mort de Muhammad Khan, el seu fill Surkhay Bek va ser elegit nou governant del Kanat de Gazikumukh.

## Surkhay Khan II

### Personalitat
Ali Kayaev, un erudit de Kumukh va escriure que "Surkhay Khan II era un estudiós de la religió, que es sabia l'alcorà de memòria". Va restaurar tres mesquites a Kumukh: la de Burhay, la de Qadi i la mesquita del divendres". La mesquita de Tpik fou també reconstruïda per Surkhay Khan II. Van Galen, un oficial i testimoni directe dels fets va escriure: "Era un home notable. Era alt i tenia un aspecte formidable especialment tenint en compte la seva edat. A les muntanyes era famós per grans ensenyaments en l'esperit musulmà, i a causa de la seva família tenia connexions per tot el Daguestan i va ser respectat per tots els pobles de la regió".
Surkhay Khan II va tenir dues mullers: la primera era una dona lak i hi va tenir quatre fills i una filla; la segona muller era àvar, germana d'Umma Khan d'Avària. "Filla de Surkhay Khan II, Gulandash-khanum, estava casada amb Mustafa Khan de Xirvan, un parent de Surkhay Khan II". Ahmed Khan sultà de Tsakhur, fill d'Alkhaz Bek, va estar casat amb la filla de Surkhay Khan II. El sultà d'Elisu, Daniyal Bek, era net de Surkhay Khan II. Durant 1796 Surkhay Khan II era un governant influent a Dagestan i tenia un exèrcit de 25 mil homes.

### Aliançes
Al final de segle xviii el conflicte del Caucas va esclatar altre cop amb participació de Pèrsia, Turquia i Rússia. Emissaris turcs van visitar el kan de Làkia (Gazi Kumukh) i Avària amb sumes grans dels diners, demanant l'aliança en contra de Rússia. Surkhay Khan II va esdevenir així un aliat de Turquia.

### Accions militars
El 1796 Caterina II de Rússia va enviar al general Valerian Zubov per conquerir el sud del Daguestan durant l'expedició a Pèrsia de 1796. El general Zubov va envair el Kanat de Quba i Derbent. Després que la mort de Caterina II, les tropes russes van abandonar el sud del Daguestan.
Ali Kayaev va escriure que el 1797 Surkhay Khan II va lliurar batalles decisives a Karatxai–Txerkèssia. El 22 d'octubre de 1803, Surkhay Khan II va travessar el riu Alazani i va atacar el batalló Kabardí del regiment de Tiflis manat pel Major-General Gulyakov. Y. A. Gordin va escriure que "Surkhay Khan II és un dels governants lesguians més forts del Daguestan".
El 15 de desembre de 1811 els generals Guryev i Khatuntsev va assetjar la fortalesa de Kurakh on residia Surkhay Khan II. Després de la batalla Surkhay Khan II va retrocedir a Gazi-Kumukh. El general Khatuntsev va passar l'administració de Kurakh, la capital de la regió de Kura, a Aslan Bek, fill de Shahmardan Bek.
El maig de 1813 Surkhay Khan II va atacar la guarnició de Kurakh, però va ser rebutjat per Aslan Bek. Surkhay Khan II va passar l'administració del kanat al seu fill Murtazali Bek i va marxar a Tabriz contra el xah Abbas Mirza. Surkhay khan II no va ser poder vèncer al xah.
El 1816 Ermolov va ser nomenat governador i comandant-en-cap del Caucas. El 1818 els governants de Gazikumukh, Avària, Mekhtuli, Tabasaran i Kaitak es van unir contra el general Ermolov. El 19 d'octubre de 1819 Surkhay Khan II amb un exèrcit de tres mil homes va atacar la guarnició de Chirakh però no va tenir èxit i va haver de retrocedir. El Major General Vrede va fortificar les posicions de les tropes tsaristes a Beduk, Richa i Chirakh, contra els atacs de Surkhay Khan II.

### Captura de Gazi-Kumukh
El 1820 el general Aleksey Ermolov va decidir conquerir Gazi-Kumukh, la fortalesa de la lluita anti-colonial dels muntanyesos, mitjançant un atac directe. Una batalla decisiva va tenir lloc el 12 de juny de 1820 prop de la població de Khosrekh. El general Madatov amb divisions de l'exèrcit de Xirvan, Shaki, Quba i Karabagh va avançar cap a Khosrekh. El foc de l'artilleria russa van vèncer les defenses dels muntanyesos. Khosrekh va ser capturada i tot seguit les terres de Gazi-Kumukh. El 1820, després 25 anys de guerra de Surkhay Khan II, el Kanat de Gazikumukh va ser conquerit per l'Imperi rus. Ermolov va escriure després de capturar Gazi-Kumukh: "l'exèrcit rus es troba en aquest lloc per primer cop". L'agost de 1820 Surkhay Khan II va sortir cap Pèrsia a reunir-se amb Fath Ali Shah.
Surkhay Khan II va lliurar moltes batalles entre les quals les més grans foren a Tiflis, Derbent, Khosrekh, Chirakh, Kurakh, Kartukh, Alazani, Quba, Akhaltsikhe, Akhalkalaki, Kartli, Kakheti, la fortalesa Surkhayli a Cherkèssia, Gandja, Yerevan, Kars, Ardahan i Erzurum.
Després que la captura del Kanat de Gazi-Kumukh, el sufisme i els ensenyaments dels Qizilbatxis es van estendre pel Daguestan, ja que anteriorment ho havia impedit la guerra de Surkhay Khan II.

## Aslan Khan
El 1820 Aslan Bek va ser designat com a governant del Kanat de Gazi-Kumukh que també va rebre la regió del Kura que va ser restaurada pels russos com un kanat independent en agraïment a Aslan-bek pels seus serveis. Aslan Khan va ser elevat a la posició de Major-General. El 1826 Surkhay Khan II va retornar de Pèrsia i el 1827 va morir al poble de Sogratl a Andalal a l'edat de 83 anys. El seu fill Nukh Bek va emigrar a Turquia on va morir el 1828.
Com a part de Rússia, els muntanyesos es van regir com un estat organitzat amb serfs. L'administració russa va explotar durament als camperols. Aquesta situació va provocar un malestar social potent i va portar a la revolta.
Els laks van donar figures de la guerra del Caucas com Haji Yahya Bek, Muhammad-Efendi Guyminski, Buk-Muhammad i Bashir-Bek (naibs de l'imam Xamil). Descendent directe dels kans de Gazi-Kumukh fou Muhammad-Amin (Imam d'Abkhàzia i Txerkèssia 1848-1859). El 1832 l'administració russa va nomenar a Aslan Khan governant provisional d'Avària. La mare d'Aslan Khan, Aymesey, era germana d'Umma Khan d'Avària.

## Nutsal Aga Khan
El 1835 Nutsal Aga Bek, el fill gran d'Aslan Khan, va ser nomenat governant de Gazi-Kumukh. Nutsal Aga Khan va arribar al funeral del seu pare com a legítim kan, nomenat pel tsar de Rússia. El Kanat de Kura va ser governat per Garun Bek, fill de Tagir Bek, germà d'Aslan-khan.

## Muhammad Mirza Khan
El 1836 Muhammad Mirza Khan va ser nomenat kan de Gazi-Kumukh. Muhammad Mirza Khan va ser promogut a la posició de coronel i va aconseguir un decret d'investidura del tsar rus.

## Ummu Kulsum Beke
El 1838 el governant del Kanat de Gazi-kumukh va esdevenir Ummu Kulsum Beke, la muller d'Aslan-khan. Representants de Gazi-Kumukh el clergat va anar a veure a Ummu Kulsum Beke amb una petició popular per agafar la direcció dels afers estatals oferint a Mahmud Bek, nebot d'Aslan Khan, com el seu ajudant i kan titular.
Haji Yahya Bek, un príncep de Gazi-Kumukh, es va passar a l'imam Xamil i va esdevenir un del seu naibs i més tard va començar negociacions amb Mahmud Bek per ajudar a Xamil. Es va dir en el document rus d'aquell temps: "Mahmud Bek i Garun Bek (de Kura) van implicar gradualment a tothom en relacions molt properes amb Xamil". Prushanovsky va escriure: "si algú era robat per Xamil, només calida anar a Mahmud Bek i la propietat perduda era sempre retornada".
El 1841 Haji Yahya Bek va capturar la fortalesa de Gazi-Kumukh, breument incorporant les terres laks a l'Imamat. Més tard l'imam Xamil Més va arribar a Gazi-Kumukh. Mahmud Bek I el seu germà Garun-bekm, governant del Kanat de Kura, qui estava també a Gazi-Kumukh, es van declarar aliats de l'imam Xamil.

## Abdurahman Khan
El 1841 Abdurahman Bek va ser elegit governant de Gazi-Kumukh. Abdurahman Bek es va casar amb Shamay-beke, filla de Nutsal Aga Khan. El Kanat de Kura va ser governat per Yusuf Bek. El 1844 Xamil va capturar els pobles de Nitsovkra, Duchi, Tulisma, Kulushats i Churtakh a Làkia.
L'estiu de 1847 Aglar Bek, germà petit d'Abdurahman-khan, va arribar de Sant Petersburg a Gazi-Kumukh amb el càrrec de capità dels Guàrdies de l'Exèrcit Rus. Des de feia anys Aglar Bek era a Sant Petersburg com a ostatge.

## Aglar Khan

Bandera dels muntanyesos

El 1848 Aglar Khan esdevenia governant del Kanat de Gazikumukh (1848–1859). Haji Yahya-bek va patir una derrota contra Aglar-khan en una batalla pel domini de la població de Shovkra.
El 1851 el Naib Buk-Muhammad de Gazi-Kumukh amb part de la seva gent, va morir en el camp de batalla. Va ser enterrat al cementiri dels màrtirs de Kirkhlar a Derbent. En la bandera de Buk-Muhammad capturada pels russos hi havia la següent inscripció brodada: "no perdeu mai la valentia. Sigueu indiferents als perills de guerra. Ningú morirà abans de l'hora decretada de la seva mort".
El 1859 després de la mort d'Aglar-khan, el Kanat de Gazikumukh va ser abolit "a causa d'absència d'hereu", tot i que hi havia tal hereu: Jafar Bek, fill d'Aglar Khan, que era encara jove. El territori del Khanate va ser rebatejat com a districte de Gazikumukh. L'administració del districte de Gazikumukh va ser confiada a un oficial militar rus.

## Jafar Khan
El 1877 Jafar-khan va ser elegit governant d'un Gazi-Kumukh independent que va reunir l'exèrcit dels laks, aguls, lesguians, tabasarans, rutuls i àvars i va decidir capturar Derbent però abans de l'atac es va saber d'una derrota a Levashi i altres fortaleses rebels. Jafar-khan va abandonar l'atac a Derbent i es va dirigir a Kaytak.